# Vulnicura Tour
Il Vulnicura Tour è l'ottava tournée della cantante islandese Björk, incentrata sul suo album in studio del 2015, Vulnicura. Il tour è partito da New York il 7 marzo 2015 e terminato due anni dopo, il 3 novembre 2017, a Tbilisi.
La prima parte di ogni concerto presentava le prime sei canzoni dell'album, eseguite senza interruzioni. Dopo un intervallo, Björk tornava sul palco per eseguire una serie di brani tratti dal suo passato, nuovamente arrangiati per adattarli ai quindici violinisti, al percussionista Manu Delago e ad Arca per gli strumenti elettronici.
Ad oggi il Vulnicura Tour rimane la seconda tournée di Björk (dopo il Greatest Hits Tour del 2003) a non avere una corrispondente versione DVD. Nessuno dei 27 concerti è stato filmato professionalmente, tranne il concerto dell'8 novembre 2016 in Islanda, sebbene riguardo ad esso non siano stati annunciati progetti per la pubblicazione di un home video o di una trasmissione televisiva.

## Antefatti e sinossi dei concerti

### Prima parte del tour
Il 7 gennaio 2015 Björk viene annunciata come una dei performer del 2015 Governors Ball Music Festival, trattandosi della sua prima apparizione confermata dopo la conclusione del Biophilia Tour e del suo primo concerto a New York dal 2012.
Il 16 gennaio 2015 la cantante conferma il Vulnicura Tour annunciando sei date tra Marzo e Aprile a New York, per le quali si sarebbe esibita allo Stern Auditorium presso la Carnegie Hall e al New York City Center. Sui suoi social afferma inoltre che Arca - suo collaboratore per l'album - avrebbe suonato con lei in date già stabilite.
Ai sei spettacoli ne vengono successivamente aggiunti due presso il Brooklyn's Kings Theatre. Ad accompagnare Björk e Arca sul palco sono l'Alarm Will Sound - un'orchestra da camera newyorkese - e il percussionista Manu Delago, già presente durante il Biophilia Tour.
L'8 agosto 2015 Björk annuncia ufficialmente l'improvvisa fine del tour e cancella tutte le date previste da agosto a novembre scrivendo:

### Concerti successivi
Il 21 settembre 2016 Björk realizza il primo concerto acustico di Vulnicura alla Royal Albert Hall di Londra, e successivamente all'Harpa Concert Hall di Reykjavík. Questi ultimi concerti, che prevedono esclusivamente la presenza di violini, seguono la struttura dell'originale Vulnicura Tour, con le prime sei canzoni dell'album eseguite senza interruzioni e una seconda parte con le canzoni più popolari degli album passati. Tra i pezzi della seconda parte, solo Bachelorette viene suonata negli spettacoli sia del tour iniziale sia del tour acustico.
Björk prosegue l'esperienza dei concerti acustici a Città del Messico il 29 marzo 2017 e Il 30 maggio 2017 fa il suo debutto alla Walt Disney Concert Hall di Los Angeles, in corrispondenza alla première di Björk Digital. La cantante si esibisce con la Philharmonic di Los Angeles e durante la serata annuncia che sarebbe stato il suo ultimo concerto per Vulnicura.
Nonostante l'affermazione fatta all'ultimo concerto, Björk si esibisce nuovamente a Los Angeles il 21 luglio 2017 e al Fuji Rock Festival di Yuzawa, in Giappone, il 31 luglio.
Il 20 ottobre 2017 vengono annunciati due concerti nella capitale della Georgia, Tbilisi: il 31 ottobre alla Tbilisi Concert Hall e il 3 novembre al Teatro dell'Opera. Accompagnata dall'Orchestra Sinfonica Nazionale della Georgia, Björk canta ancora le canzoni tratte da Vulnicura. Il mese precedente era già uscito The Gate, il singolo promozionale del nuovo album Utopia, che tuttavia non è stato cantato durante i concerti.

## Aperture
- Arca
- Lotic

## Canzoni eseguite
La seguente è una lista di canzoni interpretate da Björk durante il Vulnicura Tour. Una tipica scaletta prevedeva l'esecuzione delle prime sei canzoni dall'album Vulnicura durante la prima parte del concerto, mentre una seconda parte consisteva in canzoni della sua precedente produzione discografica, soprattutto i maggiori successi, quali Army of me e Bachelorette.
| Canzone                    | Album      |
| -------------------------- | ---------- |
| Stonemilker                | Vulnicura  |
| Lionsong                   | Vulnicura  |
| History of Touches         | Vulnicura  |
| Black Lake                 | Vulnicura  |
| Family                     | Vulnicura  |
| Notget                     | Vulnicura  |
| Pleasure Is All Mine       | Medúlla    |
| Come to Me                 | Debut      |
| Undo                       | Vespertine |
| I See Who You Are          | Volta      |
| Quicksand                  | Vulnicura  |
| Mouth Mantra               | Vulnicura  |
| Harm of Will               | Vespertine |
| Wanderlust                 | Volta      |
| All Neon Like              | Homogenic  |
| All Is Full of Love        | Homogenic  |
| Sun In My Mouth            | Vespertine |
| Atom Dance                 | Vulnicura  |
| Hunter                     | Homogenic  |
| Bachelorette               | Homogenic  |
| Army of Me                 | Post       |
| 5 Years                    | Homogenic  |
| Mutual Core                | Biophilia  |
| Hyper-ballad               | Post       |
| Possibly Maybe             | Post       |
| Where Is the Line          | Medúlla    |
| Unravel                    | Homogenic  |
| One Day                    | Debut      |
| Aurora                     | Vespertine |
| I've Seen It All           | SelmaSongs |
| Jóga                       | Homogenic  |
| Pagan Poetry               | Vespertine |
| The Anchor Song            | Debut      |
| Pluto                      | Homogenic  |
| Vertebræ by Vertebræ       | Volta      |
| You've Been Flirting Again | Post       |
| Isobel                     | Post       |
| Mouth's Cradle             | Medúlla    |

## Concerti
| Data              | Città             | Nazione         | Luogo                         |
| Nord America      | Nord America      | Nord America    | Nord America                  |
| ----------------- | ----------------- | --------------- | ----------------------------- |
| 7 marzo 2015      | New York          | Stati Uniti     | Stern Auditorium              |
| 14 marzo 2015     | New York          | Stati Uniti     | Stern Auditorium              |
| 18 marzo 2015     | New York          | Stati Uniti     | Kings Theatre                 |
| 22 marzo 2015     | New York          | Stati Uniti     | Kings Theatre                 |
| 25 marzo 2015     | New York          | Stati Uniti     | New York City Center          |
| 28 marzo 2015     | New York          | Stati Uniti     | New York City Center          |
| 1º aprile 2015    | New York          | Stati Uniti     | New York City Center          |
| 6 giugno 2015     | New York          | Stati Uniti     | Randalls Island Park          |
| Europa            |                   |                 |                               |
| 5 luglio 2015     | Manchester        | Regno Unito     | Castlefield Arena             |
| 11 luglio 2015    | Trenčín           | Slovacchia      | Aeroporto di Trenčín          |
| 16 luglio 2015    | Ostrava           | Repubblica Ceca | Dolní oblast Vítkovice        |
| 20 luglio 2015    | Lione             | Francia         | Teatro Antico di Fourvière    |
| 24 luglio 2015    | Barcellona        | Spagna          | Poble Espanyol                |
| 29 luglio 2015    | Roma              | Italia          | Auditorium Parco della Musica |
| 2 agosto 2015     | Berlino           | Germania        | Cittadella di Spandau         |
| 7 agosto 2015     | Charlbury         | Regno Unito     | Cornbury Park                 |
| 21 settembre 2016 | Londra            | Regno Unito     | Royal Albert Hall             |
| 24 settembre 2016 | Londra            | Regno Unito     | Eventim Apollo                |
| 5 novembre 2016   | Reykjavík         | Islanda         | Harpa Concert Hall            |
| 8 novembre 2016   | Reykjavík         | Islanda         | Harpa Concert Hall            |
| Nord America      |                   |                 |                               |
| 29 marzo 2017     | Città del Messico | Messico         | Auditorio Nacional            |
| 2 aprile 2017     | Toluca            | Messico         | Foro Pegaso                   |
| 30 maggio 2017    | Los Angeles       | Stati Uniti     | Walt Disney Concert Hall      |
| 21 luglio 2017    | Los Angeles       | Stati Uniti     | Exposition Park               |
| Asia              |                   |                 |                               |
| 31 luglio 2017    | Yuzawa            | Giappone        | Naeba Ski Resort              |
| Europa            |                   |                 |                               |
| 31 ottobre 2017   | Tbilisi           | Georgia         | Tbilisi Concert Hall          |
| 3 novembre 2017   | Tbilisi           | Georgia         | Teatro Opera di Tbilisi       |

### Concerti cancellati o rimandati
| 4 aprile 2015   | New York, Stati Uniti | New York City Center           | Il quarto spettacolo al New York City Center è stato cancellato per ragioni non dichiarate. Sono stati invece aggiunti due concerti al Kings Theatre. |
| 15 agosto 2015  | Saint-Malo, Francia   | La Route du Rock               | Cancellato per conflitto di pianificazione. |
| 29 ottobre 2015 | Parigi, Francia       | Pitchfork Music Festival Paris | Cancellato per conflitto di pianificazione. |
| 4 novembre 2015 | Reykjavík, Islanda    | Harpa                          | Cancellato per conflitto di pianificazione. |
| 7 novembre 2015 | Reykjavík, Islanda    | Iceland Airwaves               | Cancellato per conflitto di pianificazione. |
| 1 aprile 2017   | Toluca, Messico       | Foro Pegaso                    | A causa di condizioni meteorologiche avverse che hanno danneggiato un palco del Ceremonia Festival, l'intero festival è stato inizialmente annullato prima che venisse successivamente annunciato che una versione condensata del Ceremonia avrebbe avuto luogo il giorno seguente. |